# Морейра, Рамиру
Рами́ру Мануэ́л Рейш Море́йра (порт. Ramiro Manuel Reis Moreira; Порту, 1942) — португальский крайне правый политик и антикоммунистический боевик, оперативный руководитель террористической сети МДЛП. Сыграл видную роль в политическом насилии периода Жаркого лета, организовал десятки терактов. Был осуждён на 21 год тюремного заключения, в том числе за убийства, бежал за границу. Возвратился на родину после президентского помилования.

## Происхождение и характер
Родился в семье чиновника администрации Порту. С детства отличался авантюрным характером и криминальными наклонностями, интересом к войне и насилию. Занимался коммерцией, затем получил юридическое образование, работал по специальности. Тесно сотрудничал с Франсишку Са Карнейру, как в юридической практике, так и в политической деятельности.

Успешный, состоятельный, очень наглый по жизни, Рамиру был на восемь лет моложе Франсишку. И у него имелись большие претензии к салазаристскому режиму. Правда, не совсем те, что у старшего товарища.

Рамиру Морейра рано начал интересоваться политикой. Всегда был типичным правым радикалом и крайним антикоммунистом.

## Охранник правой партии
25 апреля 1974 года Революция гвоздик свергла режим Марселу Каэтану — преемника Антониу Салазара во главе Нового государства. Са Карнейру основал и возглавил праволиберальную Народно-демократическую партию (НДП, ныне — Социал-демократическая партия). Рамиру Морейра вступил в неё одним из первых (его партийный билет был выписан за номером 7) и возглавил партийную службу безопасности и охрану Са Карнейру.
Политические взгляды Морейры не были вполне салазаристскими. Старый режим представлялся ему чересчур статичным, ограничивающим социальную активность (в том числе противоправного толка). Впоследствии он называл себя «сторонником революции, но специфического характера». Но при этом он придерживался ультраправой идеологии Aginter Press. В отличие от Са Карнейру, радикальный антикоммунист Морейра был готов к насильственным формам борьбы против компартии (ПКП) и левого правительства.
В январе 1975 года бывшие сотрудники ПИДЕ во главе с Барбьери Кардозу создали Армию освобождения Португалии (ЭЛП). В мае правые военные — сторонники генерала Спинолы во главе с Алпоином Калваном учредили Демократическое движение за освобождение Португалии (МДЛП). В июле журналист Валдемар Парадела ди Абреу организовал движение Мария да Фонте. Эти структуры стали ударными отрядами португальского антикоммунизма. Все они замыкались на неформального лидера правых сил — настоятеля кафедрального собора Браги каноника Эдуарду Мелу Пейшоту. Рамиру Морейра привлёк внимание каноника Мелу как начальник охраны НДП с праворадикальными взглядами и авантюрными наклонностями.

## Оперативник ультраправого террора
Выход на Рамиру Морейру был осуществлён через Моту Фрейташа — начальника полиции Порту, сторонника Спинолы и Калвана. По его предложению Морейра присоединился к МДЛП и возглавил оперативно-террористическую сеть организации. Финансирование поступало от группы правых предпринимателей во главе с промышленниками Абилиу ди Оливейрой и Жоакимом Феррейрой Торрешем.

Кто же входил в состав этой «террористической сети» и какие функции в ней выполнял? Рамиру Морейра, главарь банды, состоятельный человек, член окружного комитета народно-демократической партии в Порту; Луиш Виейра, бывший владелец ресторана «Пелинтра» в городе Повуа-ди-Варзим, у него собирались местные террористы—"боевики", во время ареста при нём были обнаружены крупные суммы иностранной валюты; Жоаким Торреш, промышленник, бывший член «национального союза» — фашистской партии Салазара, руководил целой группой головорезов; Антониу Регадаш, бывший полицейский, участвовал в репрессивных акциях ПИДЕ против студентов Коимбры; Абилиу ди Оливейра, крупный промышленник, финансировал своих сообщников по террористическим акциям; майор Мота Фрейташ, активный член МДЛП, начальник полиции города Порту, служивший настоящим «ангелом-хранителем» для всей банды, укрывавший её от преследования центральных властей; уже упоминавшийся граф Понте ди Лима, бежавший за границу, в прошлом член «португальского легиона» — массовой фашистской организации, после революции 25 апреля — активист народномонархической партии и один из руководителей местного отделения Конфедерации португальских сельских хозяев; лейтенант Педру Менезеш, сапёр, специалист—взрывник, видная фигура в военном комитете МДЛП. Среди участников банды были и безработные, и мелкие крестьяне, и даже уголовные преступники-профессионалы, на долю которых и выпадало выполнение особо опасных или «грязных» заданий.

За период 1975—1976 Рамиру Морейра и его оперативная группа совершили 57 террористических атак. Акции Морейры проводились в тесном взаимодействии с ЭЛП и Aginter Press. Во многих терактах Морейра принимал личное участие (передвигался на белом автомобиле Opel), после чего вёл сложные игры с запутыванием следов в полиции. В тот период называл себя «химиком-текстильщиком» (владельцами текстильных предприятий были Жуакин Феррейра Торреш и Абилиу ди Оливейра).

Это был антикоммунизм! Это была фиеста!

Рамиру Морейра

В большинстве случаев речь шла о взрывах помещений либо автотранспорта ПКП и левых организаций. Иногда Морейра лично участвовал в акциях, проявляя авантюрность, доходящую до гротеска.

В одном из рейдов Рамиру Морейра заложил бомбы в машины левых активистов. Ни одно устройство не взорвалось. Но он гордился своей репутацией оперативника и не мог признать, что его бомбы не сработали. На въезде в Маю он сказал: «Давайте посмотрим, взорвётся это дерьмо или нет» — и бросил бомбу в постройку НДП.

Обычно результат терактов ограничивался нанесением материального ущерба. Но в некоторых случаях совершались убийства. Два человека погибли при взрыве в посольстве Кубы 22 апреля 1976, один — при взрыве у входа в профсоюзный отдел ПКП, один — при нападении на штаб-квартиру ПКП в Авейру.
Наиболее известна гибель Розинды Тейшейра — жены коммуниста, погибшей от взрыва в квартире по заказу Абилиу ди Оливейры (объектом атаки был её муж, получивший ранения, но оставшийся в живых). Предполагается причастность Рамиро Морейры к убийству священника-леворадикала Падре Макса. Террористическая активность Морейры привела к тому, что Са Карнейру потребовал его выхода из НДП, в противном случае угрожая скандальным исключением. Морейра вынужден был выполнить это требование.
Морейре приписываются также план взрыва Святилища Фатимы с тем, чтобы возложить ответственность на коммунистов, и провокационный донос на епископа Франсишку да Силва, приведший к его унизительному обыску в аэропорту, вызвавшему возмущение католических масс (впоследствии свою и Жорже Жардина причастность к этой операции признал один из лидеров МДЛП Жозе Саншеш Озориу). Однако в этих случаях относительно Морейры существуют лишь неподтверждённые предположения.
Деятельность Рамиру Морейры и его структуры являлась важным элементом силового наступления правых сил Португалии в период Жаркого лета и последующие месяцы. Итогом стали события 25 ноября 1975, окончательно переломившие ситуацию вправо.

## Арест, приговор, побег
С лета 1976 года положение в Португалии более-менее стабилизировалось. Было сформировано правительство Мариу Соареша, избран президентом Рамалью Эаниш. Опасность прихода к власти ПКП была устранена. Между тем, Рамиру Морейра продолжал теракты — 10 июля 1976 его группа совершила подрыв нескольких опор электропередачи перед инаугурацией президента Эанеша. После этого даже в кругах МДЛП (официально распущенного 29 апреля 1976) сложилось мнение, что Морейру пора остановить.
В августе 1976 года началось интенсивное преследование ультраправых террористов. Рамиру Морейра был арестован, предстал перед судом, признан виновным в ряде терактов (прежде всего в убийстве Розинды Тейшейра) и приговорён к 21 году тюрьмы. В 1979 ему удалось бежать в Испанию, где он жил под надзором полиции. Работал в рыболовной фирме на Канарских островах, потом в нефтяной компании Petrogal. Имел проблемы из-за нехватки денег, подозревался в угонах автомобилей. Выражал симпатии к каудильо Франко, посещал Долину Павших.

## Амнистия и возвращение
21 декабря 1991 года, на католическое Рождество Мариу Соареш — в то время президент Португалии — подписал указ об амнистии, коснувшийся и Рамиру Морейры. Это стало итогом длительных переговоров Соареша с премьер-министром Испании Фелипе Гонсалесом. После этого Морейра вернулся в Португалию. Его с почётом и демонстративными симпатиями принял каноник Мелу.
Работал коммерческим представителем Petrogal в Португалии. Затем занялся охранным бизнесом и операциями с недвижимостью. Участвует в публичных мероприятиях памяти Са Карнейру и каноника Мелу. С большой теплотой вспоминает Феррейру Торреша.
Действия Рамиру Морейры детально описаны в книге Мигела Карвалью Quando Portugal Ardeu. Histórias e segredos da violência política no pós-25 de Abril — Когда горела Португалия. История и тайны политического насилия после 25 апреля.

## Самооценка
Рамиру Морейра настаивает на безусловной правоте своих действий (хотя выразил публичное раскаяние в гибели Розинды Тейшейра), считает их не терроризмом, а антикоммунистической борьбой, защитой родины и католической церкви.

Полмира было под игом коммунизма. Требовались хотя бы несколько человек вроде меня, чтобы покончить с этим.

Рамиру Морейра

По оценке журналиста Мигела Карвалью — автора исследования о послереволюционном политическом насилии — Морейра по-прежнему «горит ненавистью», отличается демонстративной грубостью и цинизмом. Его случайная встреча с сыном погибшей Розинды Тейшейра последствий не имела.

Люди всегда меня боялись. Не знаю, почему.

Рамиру Морейра

## Личная жизнь
Рамиру Морейра женат вторым браком на этнической белоруске Оксане Ксилай, бывшей сотруднице МВД России. Имеет двух сыновей, по одному от каждого из браков.